# S/S Bajkal
S/S Bajkal var en  isbrytande tågfärja som band ihop de västra och östra delarna av Transsibiriska järnvägen över Bajkalsjön.
S/S Bajkal började tillverkas tidigt 1895 på Sir W G Armstrong Whitworth & Co Ltd i Newcastle upon Tyne i Storbritannien. Färjan levererades i bitar i juni 1896 till Transsibiriska järnvägen i Ryssland för montering i 
staden Listvjanka. Den färdigställdes efter tre års arbete och sjösattes i juni 1899.
Fram till dess Bajkaljärnvägen öppnade 1905 seglade S/S Bajkal, och senare också S/S Angara, två turer om dagen mellan kajer i Bajkal och Mysovsk. Efter det att järnvägen färdigställts 1906, avställdes fartygen för ett antal år framåt.
Efter Ryska inbördeskrigets utbrott beväpnades S/S Bajkal med kanoner och kulsprutor. Hon skadades i augusti 1918 av fältartilleri under Slaget på Bajkalsjön och brann vid kajen i Mysovsk. År 1920 bärgades det skadade skrovet och bogserades till hamnen i Bajkal. Det låg där orört till åtminstone 1926, varefter det demonterades. Det är möjligt att den undre delen av skrovet, bogpropellern och delar av ångmaskinen fortfarande ligger på sjöbotten vid mynningen av floden Angara.

## Bildgalleri

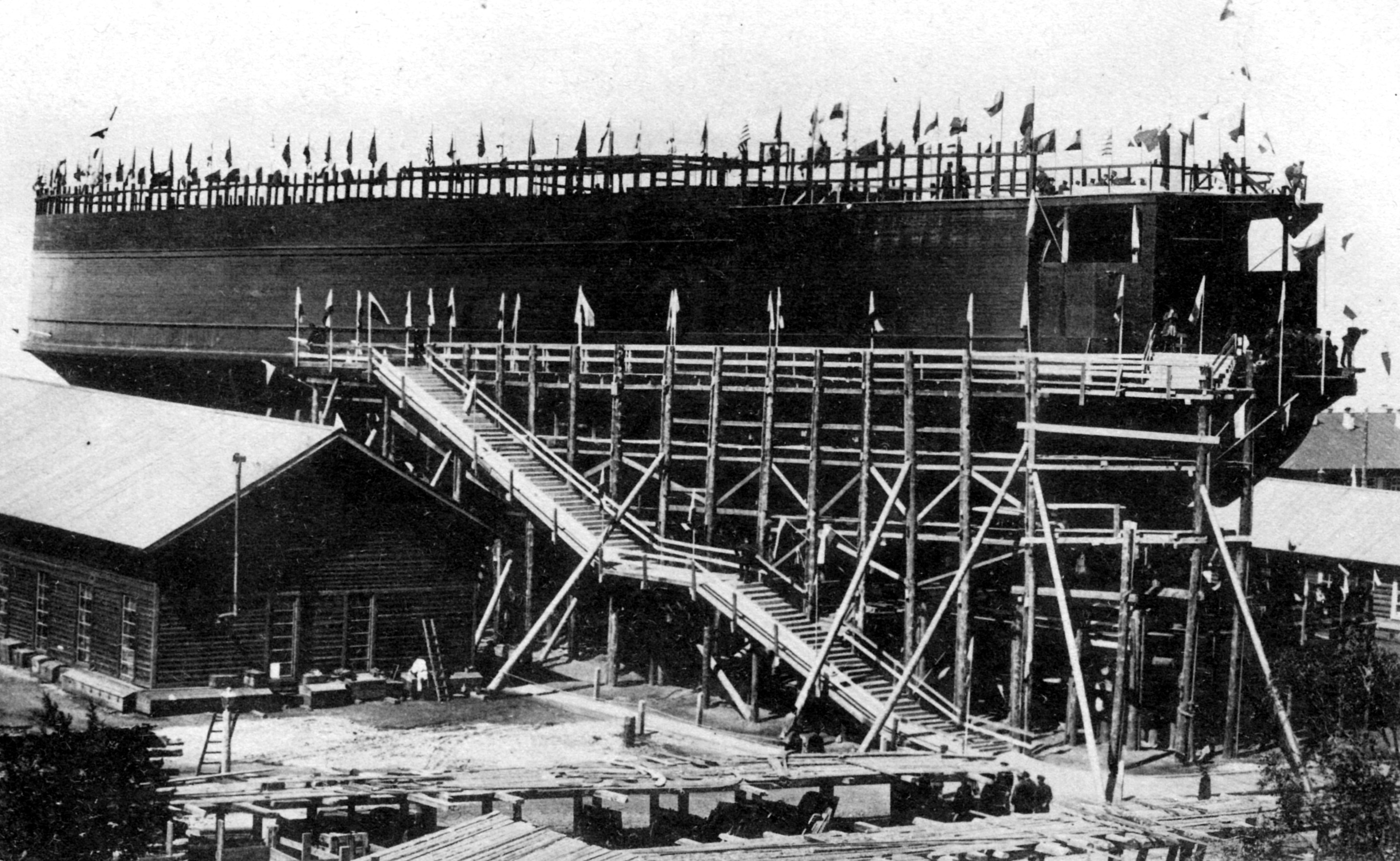
S/S Bajkal dagen före sjösättningen
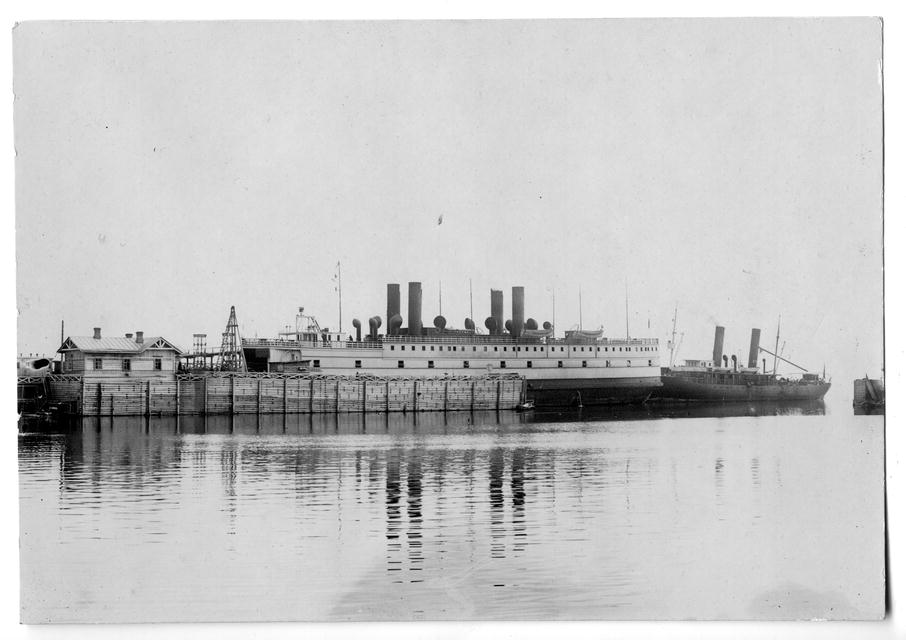
Den isbrytande tågfärjan S/S Bajkal (till vänster) och den väsentligt mindre S/S Angara, 1911
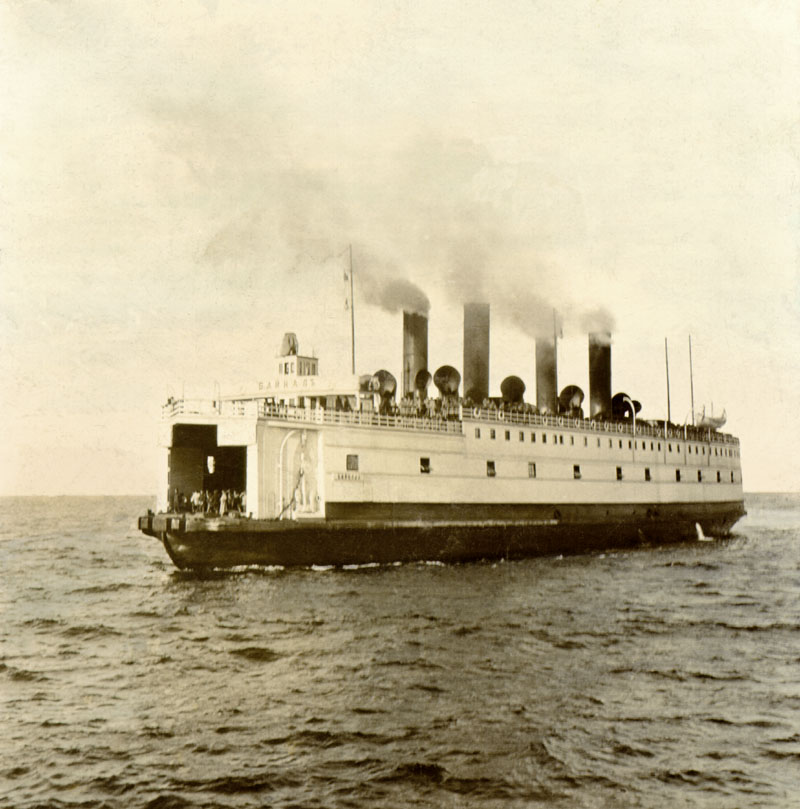
S/S Bajkal